# Мадисон (Небраска)
Ма́дисон (англ. Madison) — американский город и административный центр округа Мадисон, Небраска. Ведет свою историю с первых поселений, основанных около 1868 года, получил статус окружного центра в 1875 году. По данным переписи 2010 года население составляло 2438 человек. Код FIPS 31-30240, GNIS ID 0830991, ZIP-код 68748.

## Население
По данным переписи 2010 года население составляло 2 438 человек, в городе проживало 550 семей, находилось 760 домашних хозяйств и 816 строений с плотностью застройки 274,60 строения на км². Плотность населения 818,5 человека на км². Расовый состав населения: белые - 65,3%, афроамериканцы - 1,0%, коренные американцы (индейцы) - 1,0%, азиаты - 0,30%, представители других рас - 30,0%, представители двух или более рас - 2,10%. Испаноязычные составляли 48,80% населения. 
В 2000 году средний доход на домашнее хозяйство составлял $35 758 USD, средний доход на семью $40 733 USD. Мужчины имели средний доход $25 550 USD, женщины $21 386 USD. Средний доход на душу населения составлял $14 620 USD. Около 9,50% семей и 14,30% населения находятся за чертой бедности, включая 22,10% молодежи (до 18 лет) и 5,80% престарелых (старше 65 лет).